# 口內射精

一種非插入式的舌上口內射精。

口內射精（日语：口内射精，kounai syasei），俗稱口爆或射在嘴裡，是指男性在性高潮射精時將精液射入他人口腔中的一種射精行為。口內射精是一種廣義的體內射精，但通常體內射精指的是陰道或肛門內的射精行為。

## 概述
口內射精常為口交的一部份或結尾，將陰莖插入另一人張開的口中，並在口內射出精液。它是一種色情片中很常見的射精鏡頭與結束畫面，也是日本風俗行業主要的性行為結束方式。
對於男性來說，口內射精與被視為一種獲得征服慾望並帶來強烈性高潮的方法，但許多女性不喜歡精液對味覺帶來的不適感以及舌頭因精子而發麻的感覺。精液常常帶有濃烈的氣味，被口內射精者若不能接受精液的味道，可能會導致噁心、嘔吐。但也因為並非所有人都能接受口內射精，所以有些人認為口內射精以及吞食精液是情侶間極為親密的表現。

## 種類
依據口內射精的不同部位，可區分為三類：
一般口內射精
又稱為「口爆」，是將陰莖插入口內的射精方式，也是口交射精常見的方式。
舌上射精
是指被射精的一方將舌頭伸出，而男性射精在舌頭上的方式。一般口內射精也常常會將精液射到舌頭上，但通常舌上射精是指刻意將舌頭作為射精目標的行為。
咽喉射精
日語為「喉射」，又稱「深喉嚨」，將陰莖深入到口腔深處射精，通常會伴隨吞精，射精通常深入而無法將精液吐出、只能嚥下。情色演員凡妮莎指出，深入咽喉的射精非常痛苦，並且喉嚨也可能在口交的過程中受傷。

### 其他相關行為
- 口傳精液：將精液由一人口中傳入另一人口中的行為，這個精液可能是由口內射精，或是用口部從其他部位取得的。多次傳遞精液稱為滾雪球（Snowballing）。
- 飲精：將精液當作飲料飲用的行為，通常是另外由容器搜集而來的。
- 顏射：在歐美的性文化中，在臉上的射精稱為顏面射精（Facial）。

## 健康
此外，雙方應該都在沒有性病的情況下進行，否則性伴侶可能因此感染性病。同時也要尊重性伴侶同意才進行。 

## 色情文化
日語中「口内射精」的發音與「校内写生」相同，有時會成為惡搞用語，因此日本人或日系色情片使用「口内发射」的頻率較「口内射精」來得高。